# 程杲
程杲（1461年—？），字時昭，直隸徽州府祁門縣人，軍籍，明朝政治人物。

## 生平
弘治五年（1492年）壬子科應天府鄉試第三十六名。弘治六年（1493年），聯捷癸丑科進士。历官户部郎中，正德間出爲江西南昌府知府，改肇庆府知府，正德七年（1512年）五月升湖广按察司副使，十年七月升江西布政使司右參政，十四年六月宁王朱宸濠反，被逼從乱，令程杲、潘鹏以所贮米谷给散城中军民，以结人心。宸濠兵败後，十五年二月被逮入京治罪，嘉靖元年（1522年）七月法司议罪，擬遣戍充军。四年五月其子举人程锐奏办，谓杲以忤濠致祸，且尝奉命募兵赴援，功亦足赎，乞从末减。事下兵部，覆入初言。上以杲情有可原，特释为民。

## 家族
曾祖程景華；祖父程顯，左長史；父程泰，湖南左布政使。前母汪氏（贈宜人）；母胡氏（封宜人）；繼母項氏。永感下。兄昂，医学训导；旦。弟昌。